# Поље љубави (филм)
Поље љубави (енгл. Love Field) је драма из 1992. са Мишел Фајфер у главној улози. Мишел је за своју изведбу награђена Сребрним медведом на Берлинском филмском фестивалу, а била је номинована за Златни глобус и Оскар за најбољу главну глумицу. Многи критичари су похвалили њену глуму, али и њену способност да савлада јужњачки дијалекат и увежба други акценат, упоредивши је са Мерил Стрип.

## Радња
Лорен Халет, домаћица из Даласа, је обожавалац Жаклине Кенеди. Сазнавши да ће 22. новембра 1963. председник Џон Кенеди и његова супруга доћи у Далас, одлучује да их дочека на улици са осталим грађанима. Међутим, пар сати касније, примећује да у граду влада хаос и да се на улицама створила нека гужва, као и да је Кенеди убијен. Упркос саветима свог супруга Реја, Лорен одлази у Вашингтон на сахрану. На свом авантуристичком путовању упознаје младу црнкињу Џонел и њеног оца Пола и они постају пријатељи. Врло брзо, полиција и Реј крећу у потрагу за њом и њеним друштвом.

## Улоге
| Глумац            | Улога       |
| ----------------- | ----------- |
| Мишел Фајфер      | Лорен Халет |
| Денис Хејсберт    | Пол Кејтер  |
| Стефани Макфејден | Џонел       |
| Бет Грант         | Хејзел      |